# Huperzia ericifolia
Huperzia ericifolia là một loài thực vật có mạch trong Họ Thạch tùng. Loài này được (C. Presl) Holub mô tả khoa học đầu tiên năm 1985.